# Locomotiv GT X
Locomotiv GT X. jest album Locomotiv GT-a iz 1982.
„1983. (...)
 Ploča izlazi i doma, grupa loše zbraja dotada izdane albume i naziva ga LGT X, iako je tek deveti. Sada je ionako svejedno. Izdan je. U preostalom kratkom vremenu grupa se više neće dovesti u numerološki red.” 
 – sjećanje Gábora Pressera u  LGT-ovom velikom spomenaru u slikama i notama.

## Pjesme na albumu
1. Zenevonat (Glazbeni vlak) (Gábor Presser – Dusán Sztevanovity) – 4:26
2. A siker (Uspjeh) (Gábor Presser – Dusán Sztevanovity) – 4:20
3. A síneken (Na tračnicama) (János Karácsony – Dusán Sztevanovity) – 4:34
4. Portoriko 69 (János Karácsony) – 3:06
5. Holnap (Sutra) (Tamás Somló – Pete Wingfield – Dusán Sztevanovity) – 4:24
6. Lesz-e még? (Hoće li još biti?) (Gábor Presser – Pete Wingfield – Dusán Sztevanovity) – 4:36
7. Rágógumi megszokás (Navika žvakaće gume) (Gábor Presser – Dusán Sztevanovity) – 5:25
8. Valaki (Netko) (Tamás Somló – Dusán Sztevanovity) – 4:19
9. A szél lassan elfújja az utolsó dalom (Vjetar pomalo otpuhuje moju posljednju pjesmu) (Gábor Presser) – 3:49

## Suradnici
- János Karácsony - gitara, vokal
- Gábor Presser - klavijature, klavir, vokal
- János Solti - bubnjevi, udaraljke
- Tamás Somló - bas, saksofon, vokal
- Dusán Sztevanovity – tekstovi pjesama
- László Dés – saksofon
- László Gőz – gudački rog
- István Gábor – saksofon
- Gábor Csizmadia – truba
- Kornél Horváth – udaraljke
- Pete Wingfield – sintisajzer

### Produkcija
- Brad Davis – ton-majstor
- Pete Wingfield – glazbeni urednik
- Tamás Diner – fotografije
- György Hegedűs – fotografije
- István Fujkin – grafika
- Sándor Snepp – grafika
- Roland Kosnás – grafika

## Vanjske poveznice
- Informacije na službenoj stranici LGT-a  Arhivirana inačica izvorne stranice od 25. listopada 2004. (Wayback Machine)
- Informacije na Hungarotonovoj stranici  Arhivirana inačica izvorne stranice od 21. srpnja 2011. (Wayback Machine)